# Afrikanische Gesellschaften

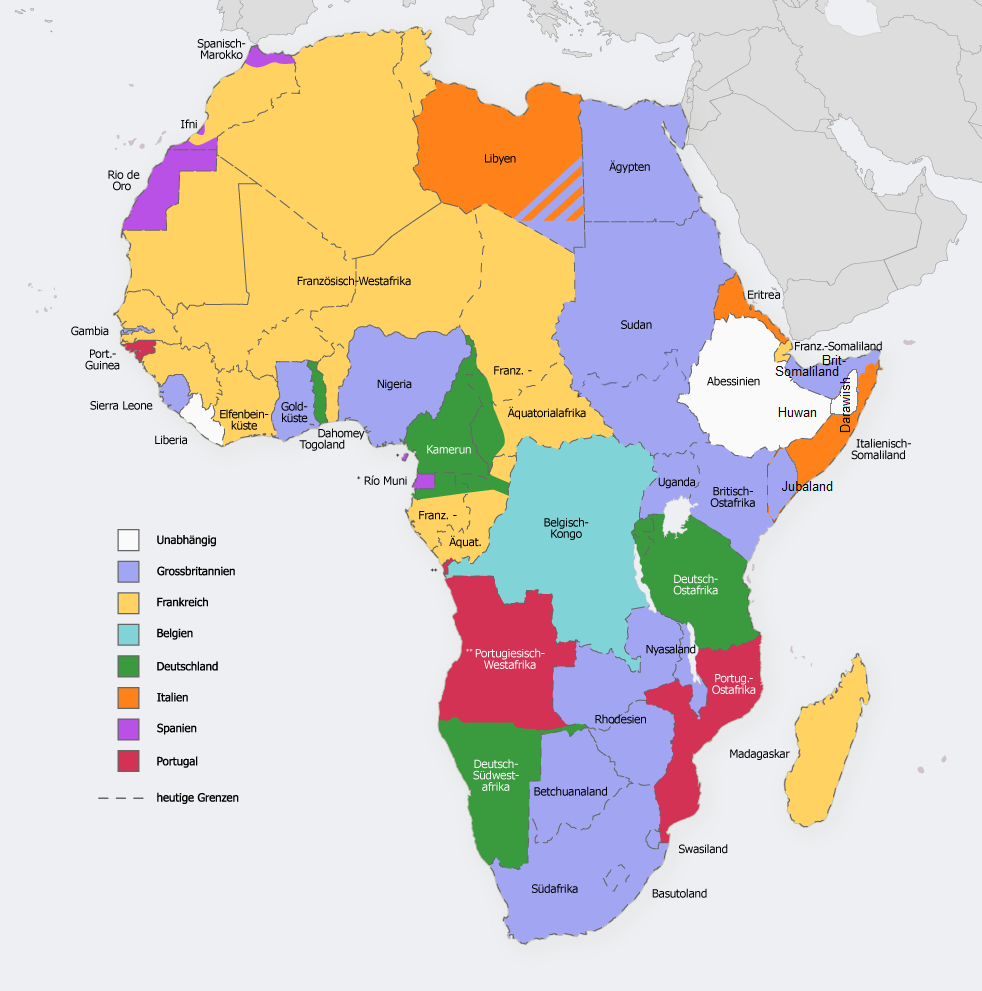
Europäische Kolonien in Afrika, 1913

Die Afrikanischen Gesellschaften waren Vereine, die sich die Erforschung Afrikas und Erweiterung der Kenntnisse über den Kontinent in Europa zum Ziel gesetzt hatten.
Die erste Vereinigung dieser Art war die African Association, die 1788 in London gegründet wurde. Aus ihr ging 1830 die Royal Geographical Society hervor.
Auf Veranlassung Adolf Bastians und der Gesellschaft für Erdkunde zu Berlin bildete sich am 19. April 1873 eine Deutsche Gesellschaft zur Erforschung Äquatorial-Afrikas in Berlin (Kurzform: Afrikanische Gesellschaft Berlin).
Die Gesellschaft entsandte zwischen 1873 und 1878 mehrere Reisende nach Afrika aus:
- Paul Güßfeldt, Julius Falkenstein, Adolf Bastian und Eduard Pechuel-Loesche an die Loangoküste,
- Oskar Lenz an den Ogowe,
- Anton Reichenow nach Kamerun,
- Paul Pogge in das Königreich Lunda des Muata Jamvo,
- Erwin von Bary in die Sahara,
- Max Weiß nach Zentral- und Ostafrika.

Im September 1876 berief Leopold II. (Belgien) eine Versammlung von Präsidenten größerer geographischer Gesellschaften nach Brüssel, um unter seinem Präsidium eine Internationale Vereinigung für die Zivilisation und die Erforschung Zentralafrikas zu gründen. Außer der wissenschaftlichen Erforschung Äquatorialafrikas sollte sich diese Kommission mit der Einführung von Handel und mit der Unterdrückung des Sklavenhandels beschäftigen. Nationalkomitees bestanden für Belgien, die Niederlande, die Schweiz, Österreich, Ungarn, Spanien, Frankreich, Portugal, Russland und die USA. Von dieser Gesellschaft unabhängig waren das italienische Nationalkomitee, die Afrikanische Gesellschaft zu Malta und das African Exploration Fund Committee der Londoner Geographischen Gesellschaft. In Deutschland bildete sich am 18. Dezember 1876 in Berlin die Afrikanische Gesellschaft Deutschland.
Da für zwei Gesellschaften, die ähnliche, ja bis zu einem gewissen Grad gleiche Ziele verfolgten und in deren Vorständen meist die gleichen Freunde der Afrikaforschung saßen, in Deutschland kein Raum war, erschien deren Verschmelzung geboten. Die Deutsche Gesellschaft zur Erforschung Äquatorial-Afrikas in Berlin und die Afrikanische Gesellschaft Deutschland schlossen sich deshalb am 29. April 1878 zur Afrikanischen Gesellschaft in Deutschland zusammen. Um ca. 1880 war Gustav Nachtigal Vorsitzender dieser vereinigten Gesellschaft.
Bis zum Jahre 1889 leitete die vereinigte Gesellschaft zahlreiche Unternehmungen in verschiedenen Teilen Afrikas in die Wege. Möglich wurde dies hauptsächlich mit Hilfe der vom Bundesrat und dem Reichstag bewilligten Mittel. Dieser sogenannte „Afrikafonds“ sollte „die auf die Erschließung Inner-Afrikas gerichteten wissenschaftlichen Unternehmungen“ finanziell unterstützen. Er erreichte schließlich eine Höhe von 200000 Mark pro Jahr.
Die wichtigsten von der vereinigten Gesellschaft ausgesandten Expeditionen waren:
- Otto H. Schütt nach Angola,
- Gerhard Rohlfs zur Oase Kufra,
- Max Buchner in das Königreich Lunda,
- Oskar Lenz nach Gabun, Marokko und Timbuktu,
- Richard Böhm, Emil Kaiser und Paul Reichard durch Ostafrika zum Tanganjikasee und nach Katanga,
- Gerhard Rohlfs und Anton Stecker in das Kaiserreich Abessinien,
- Eduard Robert Flegel, Georg Gürich, Richard Semon, Ernst Hartert und Paul Staudinger zum Niger und zu den Hausastaaten,
- Paul Pogge und Hermann von Wissmann nach Angola und zum oberen Kongo,
- Eduard Schulze, Willy Wolff, Oskar Alexander Richard Büttner, Richard Kund und Hans Tappenbeck in das südliche Kongobecken.

Mit dem Eintritt des Reiches in eine aktive Kolonialpolitik und der Gründung des Kongostaates erfuhr der Betrieb der deutschen Afrikaforschung eine wesentliche Veränderung seiner Grundbedingungen. Otto von Bismarck kritisierte, dass die Gesellschaft noch eine große Expedition ins südliche Kongobecken finanzierte, als bereits die deutschen Kolonialerwerbungen an der Westküste Afrikas im Gange waren. Bismarck entzog daher der Gesellschaft die Zuschüsse aus dem „Afrikafonds“. Das Deutsche Kaiserreich nahm die wissenschaftliche Erforschung und die praktische Erschließung der neuen Schutzgebiete in Afrika mit Hilfe des Afrikafonds selbst in die Hand. Da für die Gesellschaft somit kein genügender Spielraum für eine eigene Tätigkeit übrig blieb und ihre alleinigen Mitgliederbeiträge für solche Zwecke längst nicht ausreichten, erfolgte am 11. Dezember 1887 die Auflösung der Afrikanischen Gesellschaft in Deutschland.
1890 wurde in Paris das Comité de l'Afrique centrale gegründet zur Aussendung von Expeditionen, die Französisch-Kongo mit den Besitzungen am Mittelmeer verbinden sollten.
1891 entstand in Berlin das Antisklaverei-Komitee unter Führung des Fürsten Wilhelm zu Wied, das sich aber 1893 wieder auflöste.